# Gland, Aisne

Gland este o comună în departamentul Aisne din nordul Franței. În 1 ianuarie 2022 avea o populație de 429 de locuitori.